# As I was going to St Ives
As I was going to St Ives, Roud 19772, är en traditionell engelskspråkig ramsa, i form av en gåta.

## Text
Den vanligaste moderna versionen av ramsan går: 
As I was going to St. Ives,
I met a man with seven wives,
Each wife had seven sacks,
Each sack had seven cats,
Each cat had seven kits:
Kits, cats, sacks, and wives,
How many were there going to St. Ives?

## Ursprung
Följande version finns i ett manuskript (Harley MS 7316) från cirka 1730:
As I went to St. Ives
I met Nine Wives
And every Wife had nine Sacs,
And every Sac had nine Cats
And every Cat had nine Kittens
En version liknande den vanliga moderna versionen publicerades i Weekly Magazine den 4 augusti 1779:
As I was going to St Ives,
Upon the road I met seven wives;
Every wife had seven sacks,
Every sack had seven cats,
Every cat had seven kits:
Kits, cats, sacks, and wives,
How many were going to St Ives?
Textraden där polygami antyds ("I met a man with seven wives") saknas vanligtvis i de tidigaste publikationerna, men är närvarande från 1837.
Det finns ett antal platser med namnet St Ives, både i England och i andra länder. Det är ursprungligen tänkt att ramsan hänvisar till St Ives i Cornwall, då det var en välanvänd fiskehamn, och hade därför många katter för att stoppa råttor och möss som förstörde fiskeredskapen, även om vissa argumenterar för att det var St Ives i Cambridgeshire, eftersom det varit en gammal marknadsstad, och därför en lika trolig destination.

## Svar
Alla potentiella svar på gåtan baseras på sin tvetydighet, eftersom gåtan bara avslöjar att gruppen träffats på under resan till St. Ives, och ger därför ingen ytterligare information om avsikten, endast för berättaren. Som sådant kan det "korrekta" svaret anges som "minst en, berättaren plus alla som råkar resa i samma riktning som honom eller henne".
Om man antar att den grupp som berättaren träffar på inte ska resa till St. Ives kan svaret vara en person som går till St. Ives: berättaren. Detta är det vanligaste antagandet, eftersom gåtans syfte var att tro att lyssnaren trodde att långvariga beräkningar endast skulle förvånas av svarets enkelhet. 
Om man ignorerar tricksvaret och antar att berättaren mötte gruppen när de också reser till St. Ives, blir det vanligaste matematiska svaret 2802: 1 man, 7 fruar, 49 säckar, 343 katter och 2401 kattungar, plus berättaren (summan av en geometrisk summa, plus en). 
Efter att gåtan hade publicerats i The Weekly Magazine den 4 augusti 1779, som beskrivits ovan, innehöll en senare utgåva av den tidningen följande lösning, inlämnad av läsaren "Philo-Rhithmus" i Edinburgh: 
Why the deuce do you give yourselves so much vexation,
And puzzle your brains with a long calculation
Of the number of cats, with their kittens and sacks,
Which went to St Ives, on the old women's backs,
As you seem to suppose?  — Don't you see that the cunning
Old Querist went only? — The rest were all coming.
But grant the wives went too, — as sure's they were married,
Eight only could go, — for the rest were all carried (endast åtta kunde gå, då resten bars).

## I populärkultur
- I filmen Die Hard – Hämningslöst från 1995, nämns ramsan för protagonisterna av antagonisten som en gåta, vilket ger de 30 sekunder att lösa svaret, och sedan ringa telefonnumret "555 + svaret". Om de inte löser gåtan kommer en bomb att explodera. Protagonisterna tror först att svaret blir 2401, men glömmer att endast mannen ska åka till St. Ives. De ringer då numret 555-0001, vilket är korrekt, men de missade sin deadline på 30 sekunder. Bomben exploderar dock inte, eftersom antagonisten inte sagt "Simon says" innan.